# 東山通 (名古屋市)

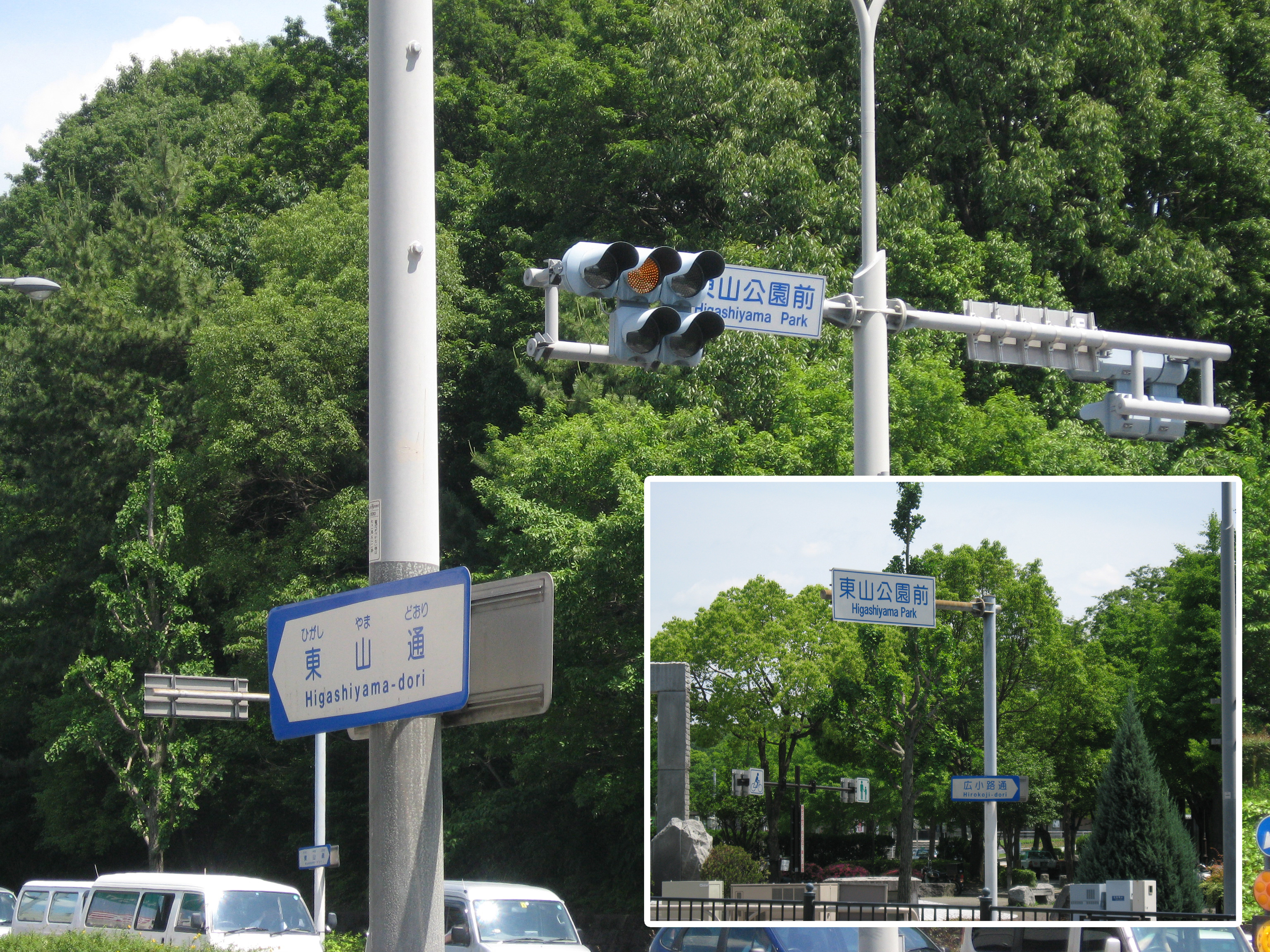
東山公園前交差点の東行にある、東山通の起点の標識（右下は西行にある、広小路通の起点の標識）

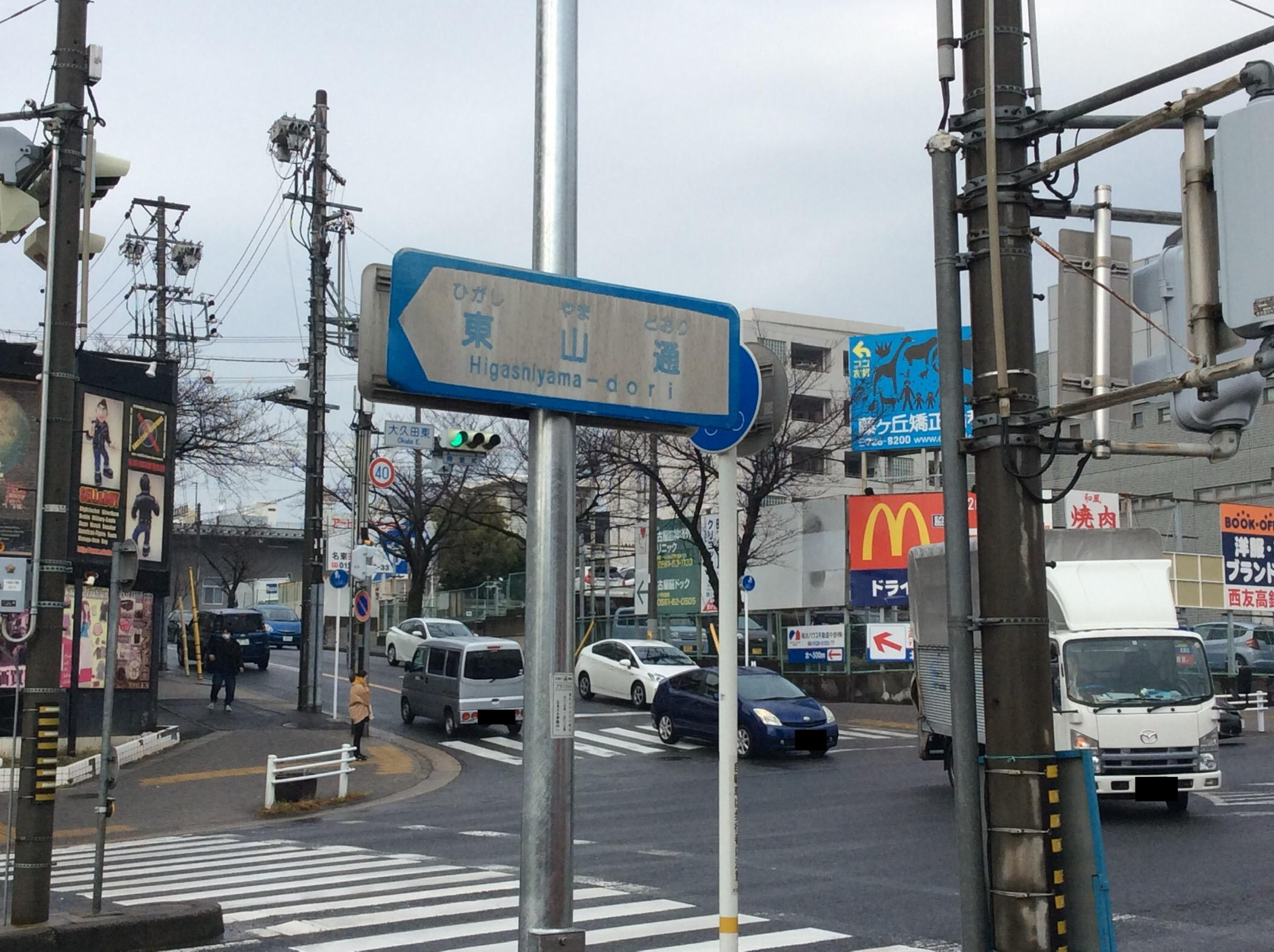
大久田東交差点の西行、南西（長久手市）側にある「東山通」起点の標識

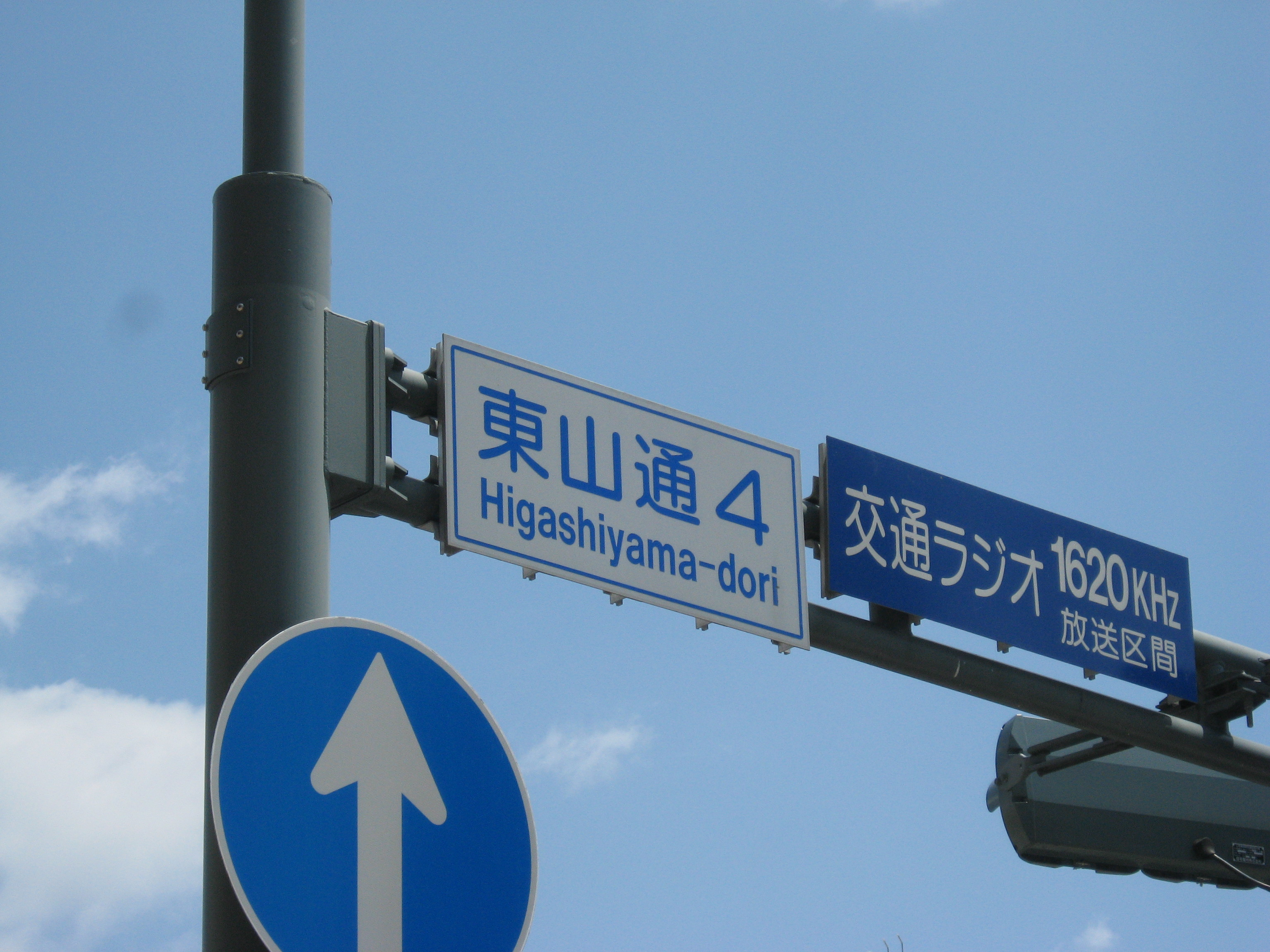
本山交差点から平和公園口交差点にかけては東山通という町名もある

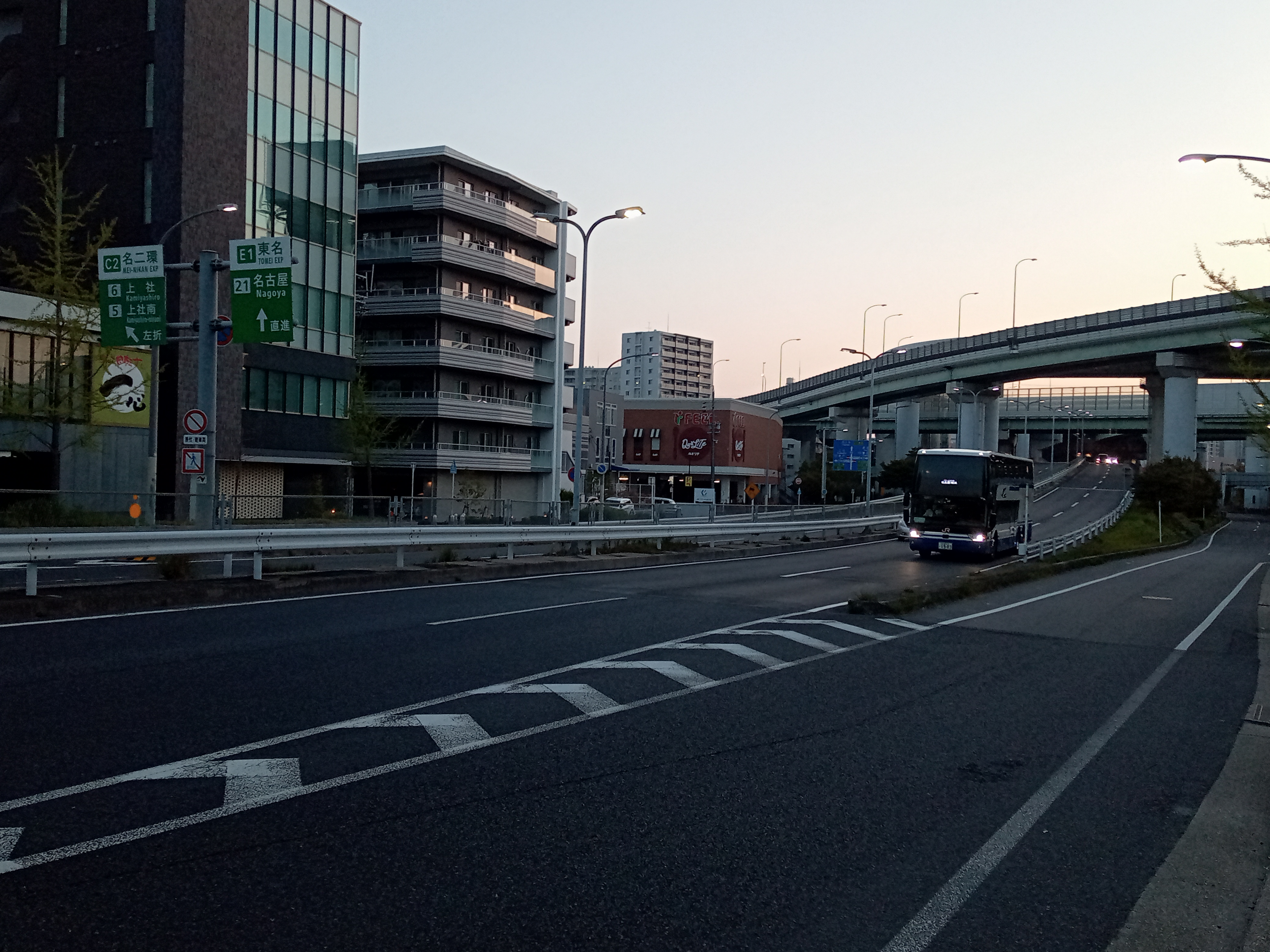
上社JCT付近では短い間隔で連続する信号を回避するため陸橋となっている。

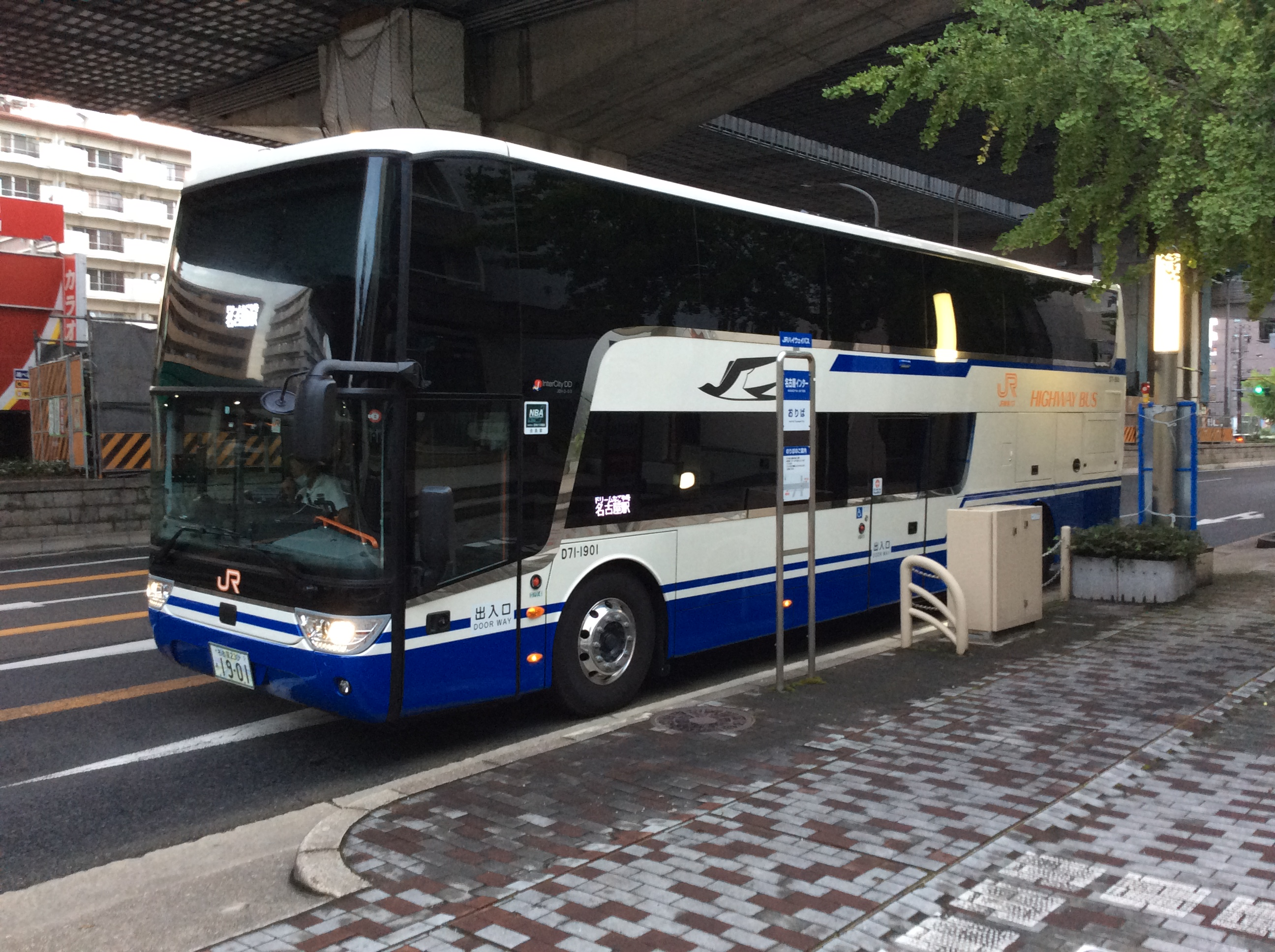
本路線上にある名古屋インターバス停と停車中の高速バス（ドリームなごや号）。本路線は名古屋ICと名古屋都心部（栄・名駅）とを結ぶ路線であり、名古屋ICから出入りする高速バスが多く通る。

東山通（ひがしやまどおり）は、愛知県名古屋市を東西に走るメインストリートである広小路通（愛知県道60号名古屋長久手線）の東部区間（千種区東部（東山）、名東区、一部は長久手市）を指す名称である。
また、名古屋市千種区の地名でもある（東山通1丁目 - 5丁目）。ただしその大部分は東山通沿線ではなく広小路通沿線である。
途中、名古屋市の東の玄関口である東名高速道路名古屋インターチェンジがあり、また、名古屋都心と市西部や長久手市方面、さらに東のグリーンロードなどを介して瀬戸市南部や日進市北部、豊田市北部などを結ぶメインルートであるため、交通量は多い。愛知県道60号名古屋長久手線で東山通と呼ばれる区間は、大久田東交差点 - 名古屋インターが片側2車線である他は、片側3車線となっている。
広小路通と同じように電線は地中化されている。
広小路通と同じように沿線には店舗が多く立ち並ぶが、本路線の沿線に立ち並ぶ店舗は長久手市方面へ続くグリーンロード沿いも含めてロードサイド店舗的な性格が強い（特に「打越」交差点より東の名東区内で）。
本路線は尾張丘陵を東西に横断する路線であり、植田川沿いの区間（概ね上社JCT交差点 - 本郷交差点の間）を除いて全体的に起伏が多い。

## 区間
道路の通称名としての東山通の区間は愛知県道60号名古屋長久手線の東山公園前交差点（名古屋市千種区）から大久田東交差点（名古屋市名東区・長久手市）までである。両交差点には起点の標識が設置されている。
ただし、東山公園前交差点から西に1キロメートルほどのところにある本山交差点から、平和公園口交差点（東山公園前交差点から東に240メートル）までの道路沿いは東山通（ひがしやまとおり）という町名になっているため、本山交差点から東山公園前交差点までの区間も含めて東山通と呼ぶこともある。
「東山通」の名は、1984年（昭和59年）に名古屋市が市内の道路の愛称を公募し制定した。

## 沿線の主な施設
名古屋市営地下鉄東山線 東山公園駅より西は広小路通を、名古屋市外の区間については愛知県道60号名古屋長久手線を参照。

### 千種区
- 東山公園（東山動植物園）
- 名古屋市千種図書館
- 千種区役所（仮庁舎）
- 千種スポーツセンター
- 名古屋市立東星中学校
- 愛知県立愛知総合工科高等学校
- NTT西日本 東山ビル（電話局）
  - 星のまち保育園
- 星ヶ丘三越[注釈 11]
  - 三越映画劇場
- 星が丘テラス
- 星ヶ丘ボウル
- 椙山女学園大学星が丘キャンパス
- 名古屋市立菊里高等学校
- ヤマダデンキ家電住まいる館YAMADA星ヶ丘店
- 名古屋市千種土木事務所
- 名古屋市立星ヶ丘小学校
- 愛知淑徳学園
  - 愛知淑徳大学星ヶ丘キャンパス
  - 愛知淑徳中学校・高等学校

### 名東区
- 愛知県立千種高等学校
- ギガス 本社
  - ケーズデンキ 一社店
- フィールクオリテ 上社店
- 名古屋第二環状自動車道（名二環）
  - 上社ジャンクション
  - 上社インターチェンジ
  - 上社南インターチェンジ
- 名東区役所
- JAなごや 猪高支店
- 東名高速道路 名古屋インターチェンジ
  - 名古屋第二環状自動車道（名二環） 本郷インターチェンジ
- 佐川急便 中京支店名東営業所

### 長久手市
- 東邦ガスネットワーク株式会社 長久手基地

## 沿線の鉄道駅
- 名古屋市営地下鉄東山線
  - 東山公園駅
  - 星ヶ丘駅[注釈 12]
  - 一社駅
  - 上社駅
  - 本郷駅[注釈 12]
  - 上社駅と本郷駅は高架駅である。
  - 当路線から北に1kmほど離れたところに、地下鉄東山線の終点藤が丘駅がある。